# Concurs de castells

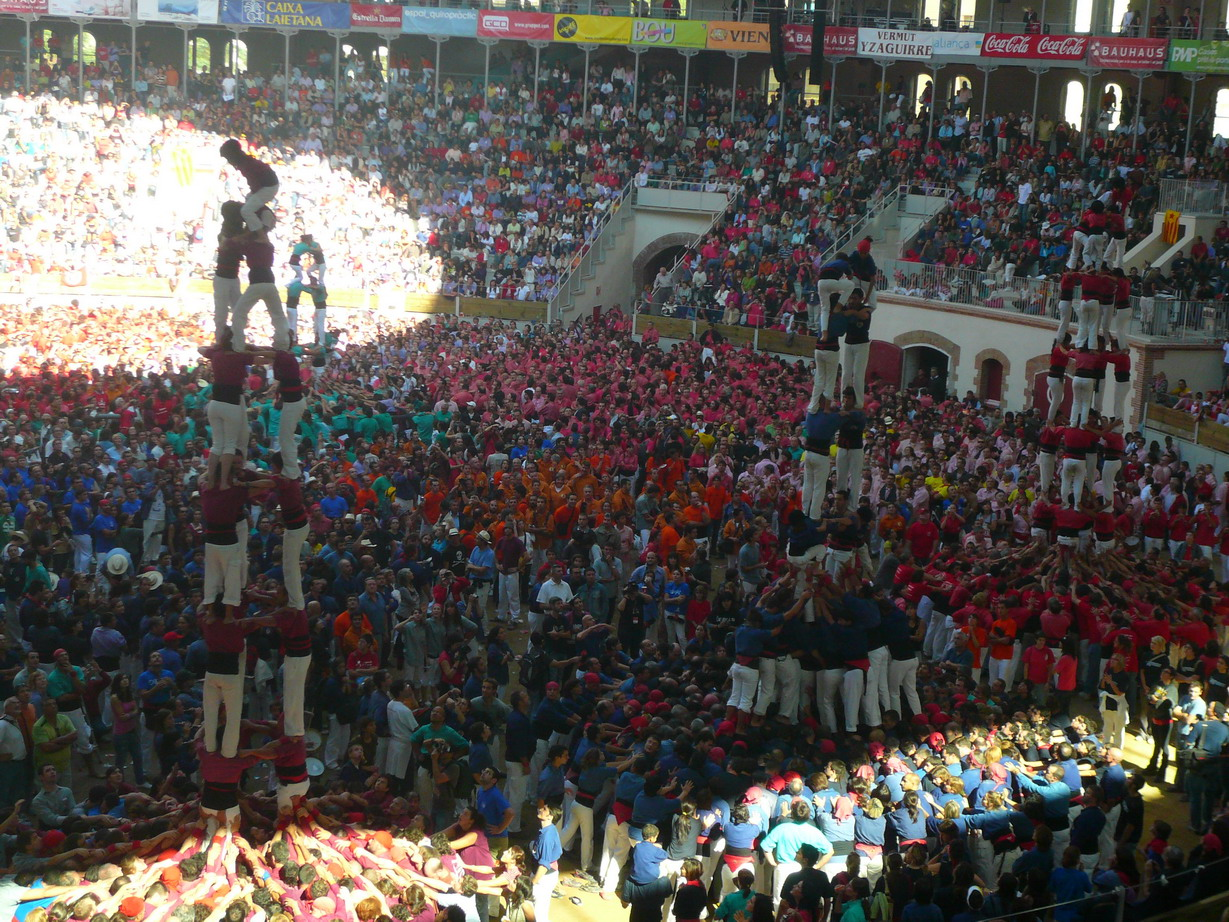
Actuació conjunta de la cinquena ronda al XXII Concurs de castells de Tarragona (2008)

Un concurs de castells és una actuació castellera regida per unes bases i que recompensa amb premis les colles participants, en funció de la seva classificació. Les bases i la classificació converteixen els concursos de castells en un tipus d'actuació completament diferent de les actuacions convencionals, que es regeixen per les normes no escrites d'una tradició secular, i que no inclou en principi l'esperit competitiu dels concursos. En l'actualitat se celebren dos certàmens, el concurs de castells de Tarragona i el concurs de castells Vila de Torredembarra. A banda d'aquestes dues poblacions, Barcelona, Vilafranca del Penedès, Valls, el Vendrell i Reus també han acollit concursos de castells en alguna ocasió, però és a Tarragona on el concurs de castells s'ha consolidat i on se n'han organitzat més edicions.
El primer concurs de castells, anomenat Concurs Regional de Xiquets de Valls se celebrà a Barcelona l'any 1902, en el marc de les festes de la Mercè. La vessant competitiva dels concursos (que per a molts castellers contradiu l'esperit de germanor que hauria d'imperar en els castells), la celebració en un recinte tancat i de pagament, el fet que els castells només es valorin segons una taula de punts i que hi hagi d'haver un jurat que els "puntuï", i molts d'altres trets específics dels concursos de castells provoca en certs àmbits una polèmica important, que porta a colles de primera línia com els Minyons de Terrassa i els Bordegassos de Vilanova a renunciar a la participació i fer-ne bandera. La resta però, l'accepten i preparen el concurs amb ganes i il·lusió. Val a dir però que el preu de les entrades no cobreix la despesa que suposa l'organització del concurs, que se salda mitjançant aportacions de patrocinadors.